# Aphroceras cataphracta
Aphroceras cataphracta és una espècie d'esponja calcària, marina i amb espícules formades per carbonat de calci. L'esponja pertany al gènere Aphroceras i a la família Grantiidae. El nom científic de l'espècie va ser publicat per primera vegada el 1872 per Ernst Haeckel.